# Christiaan Hendrik Persoon
Pour les articles homonymes, voir Persoon.
Christiaan Hendrik Persoon (1er février 1761, Stellenbosch en Afrique du Sud - 16 novembre 1836, Paris) est un scientifique et mycologue sud-africain.

## Biographie
D'origine néerlandaise par son père et allemande hottentote par sa mère, Persoon naît dans la province du Cap-Occidental. Sa mère meurt peu de temps après sa naissance.
À l'âge de treize ans, son père l'envoie en Europe pour ses études ; il perd son père un an plus tard. Christiaan étudie d'abord la théologie, puis la médecine, et reçoit un doctorat honorifique en 1799. Après avoir séjourné à Leyde, fréquenté Göttingen, étudié la philosophie, la médecine et l’histoire naturelle, il s'installe à Paris en 1801, et y passe le reste de sa vie, louant l'étage supérieur d'une maison dans un quartier pauvre de la ville, assez méprisé par ses contemporains malgré sa renommée.
Il était apparemment célibataire, au chômage, frappé par la pauvreté et la solitude, mais il correspondait avec les botanistes de toute l'Europe : il était correspondant de la Société Royale de Göttingen, membre de l'Académie des Sciences de Turin, de la Société des Naturalistes de Berlin, de la Vettéravie et de la Société Linnéenne de Philadelphie.
C'est Persoon qui attribua en 1822 l'acétification au voile bactérien, ou mère du vinaigre, qu'il appela à l'origine Mycoderma aceti.
Le genre Persoonia a été nommé en son honneur.
Il fait grande impression sur Antoine Laurent Apollinaire Fée, qu'il rencontre à Strasbourg en 1823 et qui est son seul soutien véritable à Paris, où il est reconnu comme infréquentable et d'un caractère exécrable. Fée lui conseille de s’adresser au souverain des Pays-Bas afin de trouver une solution à ses soucis financiers ; en échange de son herbier riche en cryptogames, Persoon jouit d’une pension versée par le gouvernement national.
Il meurt le 16 novembre 1836 à Paris et est enterré au cimetière du Père-Lachaise (32e division).

## Œuvre mycologique
Il est le spécialiste le plus reconnu de la mycologie pendant 30 ans ; de la mort de Bulliard (1793) jusqu'à la publication de l'ouvrage fondamental d' Elias Fries : Systema mycologicum (1821).
Les dix premières années (1796-1806), il publie sept ouvrages : Observationes mycologicae [2 vol. (1796-1799) XII + 223p. et 12 pl. color] ; Commentatio de fungis clavaeformibus [(1797) 124 p. et 4 pl. color] ; Tentamen dispositionis methodicae fungorum [(1797) IV + 76 et 4 pl. color];  Icones er descriptiones fungorum minus cognitorum [(1798-1800) 60 p. et 14 pl. color], suivies de Icones pictae rariorum fungorum [(1803-1806) 46 p. et 18 pl. color] ; Commentarius D.J.C. Schaefferi Fungorum Bavariae indigenorum icones pictas [(1800) 130 p. préface, index];  Synopsis methodica fungorum [(1801) XXX + 706 p. , index et 4 pl.] dont la classification sert de point de départ pour la nomenclature des Gastéromycètes. Deux autres ouvrages traitent des phanérogames : Synopsis plantarum (1805-1807) en deux volumes, qui donne, selon le système linnéen, une liste de tous les phanérogames connus à cette époque, et Species plantarum (1817-1821).
La seconde période (1818-1828) où il rassemble son expérience dans deux ouvrages :Traité sur les champignons comestibles [(1818) 9 + 276 p. et 4 pl. color], catalogue méthodique (avec de nombreux emprunts à Paulet), énumérant les 1926 espèces de champignons connus à l'époque en Europe. Persoon est le véritable fondateur de la systématique des champignons. Il crée le mot hyménium, même s'il valide dans son œuvre la découverte des thèques par Hedwig. C'est lui qui crée la grande division en angiocarpes et gymnocarpes. Il invente de nombreux genres : Amanita (emprunté à Dillenius), Cortinarius, Pratella, Poria, Daedalea, Sistotrema, Tremellodon, Stereum, validés par l'usage. Il fait autorité et gagne de nombreux disciples dont trois laisseront des ouvrages importants :
- Trattinick - Fungi austriaci [(1804-1806) 202 p., 18 pl. color], une monographie pour la fonge d'Autriche, équivalente à celle de Battara et de Batsch, digne de Jacquin pour la qualité des planches et texte publié parallèlement en allemand et en latin comme Batsch et Holmskiold. Sa nomenclature, entièrement binaire, empruntée à Persoon, lui vaut un grand succès. Elle sera suivie d'une traduction en allemand (1809) puis d'une seconde édition latine (1830) et une seconde édition allemande la même année.

- Sowerby - Coloured figures of english Fungi [(1797-1809) 440 pl. color.], destiné à remplacer l'ouvrage de Bolton, décrivant 436 espèces, soit l'équivalent des champignons de Bulliard.
- Albertini et Schweinitz - Conspectus fungorum in Lusatiae superioris agro Niskiensi crescentium, e methodo Persooniana [(1805) 406 p., 11 pl. color]. Sous les apparences d'une modeste flore locale (des environs de Neiss, en Haute-Lusace), contient en réalité 93 espèces nouvelles, et de plus, classe les Agaricales en 6 sections, d'après la couleur de leur spores. Ce qui, repris par Fries, sera adopté par tous les mycologues, jusqu'à nos jours.

## Publications
En 1801, il publie deux volumes du Synopsis methodica fungorum, point de départ de la nomenclature des Uredinales, Ustilaginales, et Gastéromycètes.
De 1805 à 1807, il publie Synopsis plantarum, œuvre de vulgarisation décrivant 20 000 espèces de plantes.
Il collabore à la partie mycologique du Species plantarum de Carl von Linné et contribue à populariser la méthode linnéenne dans la mycologie.
- Observationes mycologicae, édité en Allemagne en 1795.
- Synopsis plantarum, seu Enchiridion botanicum, 1805-1807.
- Icones Pictae, 1803-1806
- Icones et descriptiones fungorum minus cognitorum, 1799-1800.
- Traité sur les champignons comestibles, Paris, 1818[4].
- Mycologia europaea, 1822-1828.